# 데펜소르 스포르팅

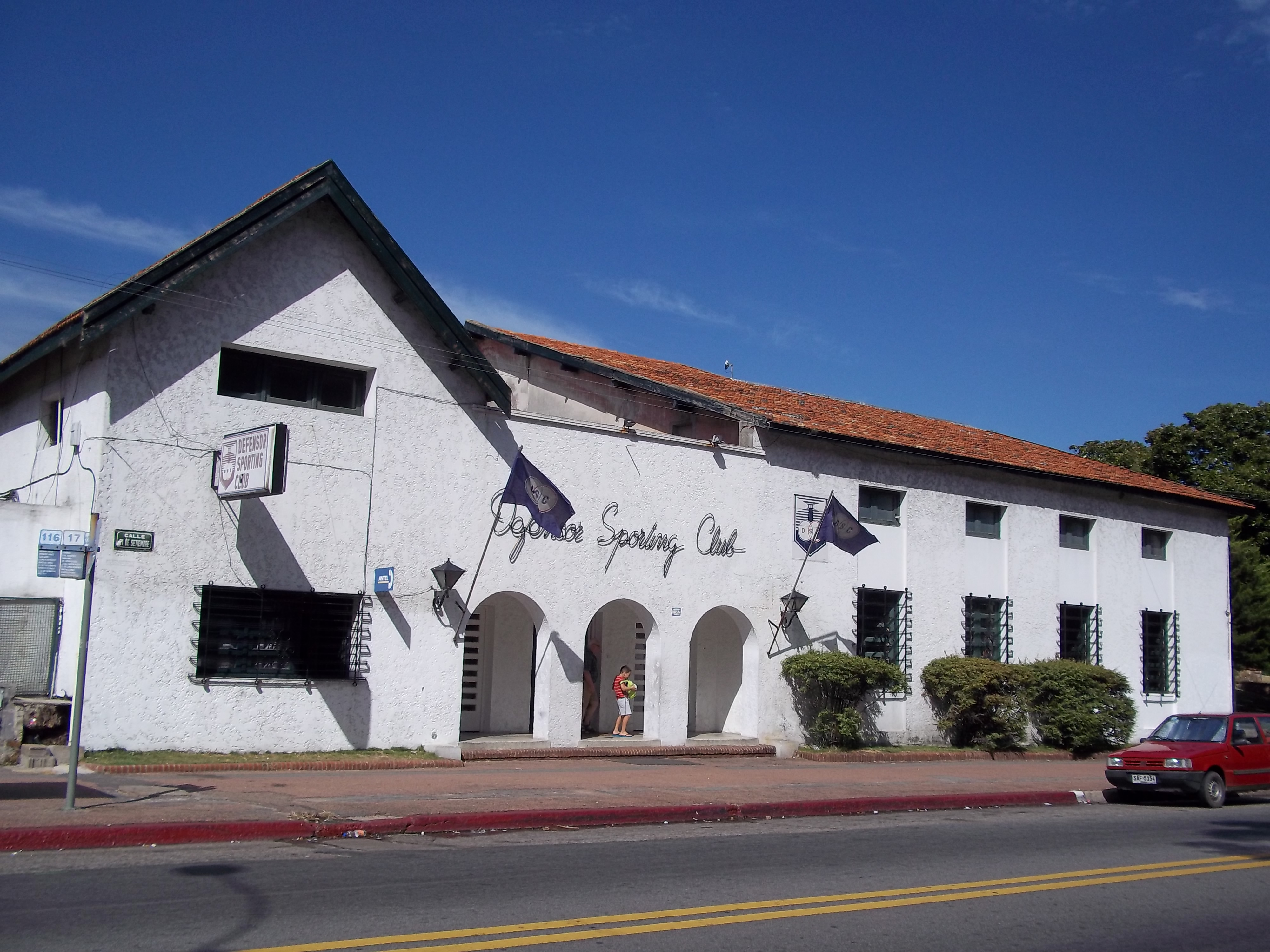

데펜소르 스포르팅 클럽(Defensor Sporting Club)은 몬테비데오를 연고로 하는 우루과이의 축구 클럽이다.
1913년 3월 15일 클럽 아틀레티코 데펜소르(Club Atlético Defensor)로 시작되었고, 1989년 스포르팅 클럽 우루과이(Sporting Club Uruguay)과 합병하면서 지금의 이름으로 바뀌었다. 데펜소르는 현재 우루과이 프리메라 디비시온에 속해 있으며, 네 차례 리그 우승을 차지한 바 있다. 그밖에 수차례 프레리기야(Pre-Liguilla, 코파 리베르타도레스 출전권을 얻기 위한 대회) 우승을 차지하여 국제 경기 출전 경험도 많은 편이다.

## 우승기록

#### 프리메라 디비시온: 4회
- 1976, 1987, 1991, 2007/08

#### 세군다 디비시온: 2회
- 1950, 1965

## 선수 명단

### 현역
참고: FIFA 자격 규정에 따라 소속된 국가대표팀 국기를 표시합니다. 선수는 복수의 FIFA 비회원국 국적을 가지고 있을 수 있습니다.
| 번호 | 포지션 | 국적 | 이름 |
| ---- | ------ | ---- | ---- |

| 번호 | 포지션 | 국적 | 이름          |
| ---- | ------ | ---- | ------------- |
| 22   | MF     | 페루 | 알폰소 바르코 |
| -    | FW     |      | 프랑코 솔다노 |

## 역대 감독
| 감독           | 임기        |
| -------------- | ----------- |
| 파블로 포를란  | 1986        |
| 호르헤 다 실바 | 2007 ~ 2009 |
| 호르헤 다 실바 | 2018 ~ 2019 |